# Henri Cassiers
Henri Cassiers (Antwerpen, 11 augustus 1858 - Elsene, 27 februari 1944) was een Vlaams kunstenaar, vooral bekend door zijn toegepaste kunst: illustraties, affiches, wandplaten en prentkaarten, met vaak een maritieme inslag.

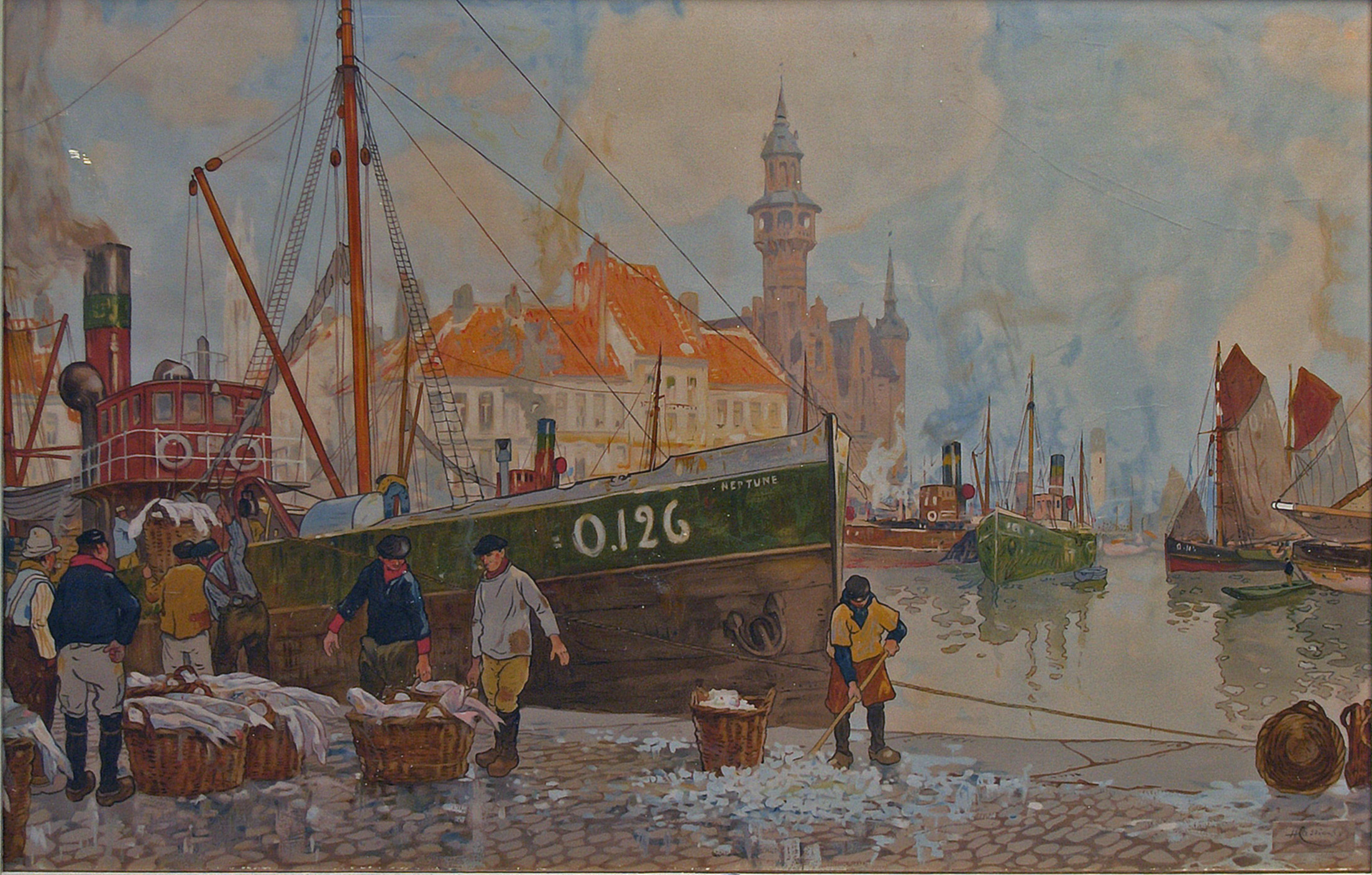
Oostendse vissershaven"

## Biografie
Cassiers volgde een opleiding voor architect en volgde zijn kunstzinnige opleiding aan de academies van Brussel en Sint-Joost-ten-Node. Hij ontwikkelde al snel een eigen stijl en thematiek, toegespitst op maritieme taferelen ("marines") en stads- en dorpsgezichten, zowel in Vlaanderen (o.a. in Genk) als in Nederland. Hij werd bijzonder aangetrokken door de Nederlandse klederdrachten, vooral die van Zeeland en Katwijk.

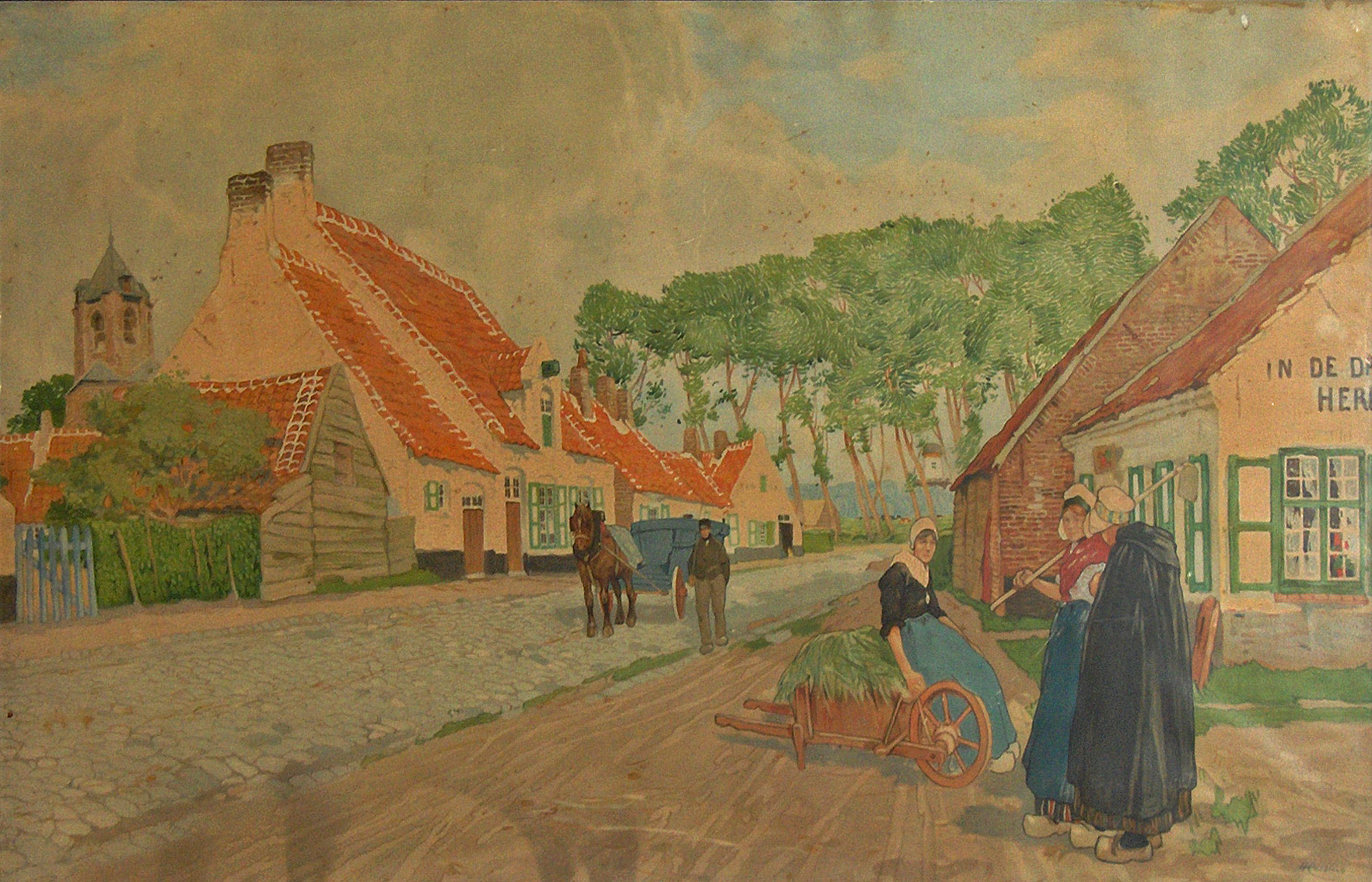
Landelijke straat in Zeeland

Hij illustreerde tussen 1886 tot en met 1893 vele populaire weekbladen zoals De Vlaamsche Patriot, Le Globe Illustré, L'Illustration Européenne. Daarnaast verschenen illustraties van hem in diverse boeken, onder andere van Camille Mauclair, Emile Verhaeren, Cyriel Buysse en Jean d'Ardenne. In de Guide descriptif illustré de la côte de Flandre (Brussel, 1888) van laatstgenoemde staan niet minder dan 106 tekeningen van Cassiers.
De stijl van Cassiers leende zich ook uitstekend voor publicitaire doeleinden en vooral toeristenplaatsen en scheepvaartmaatschappijen deden regelmatig een beroep op hem. Het bekendst werd hij door zijn werk voor de Red Star Line. Vanaf 1898 maakte hij voor deze lijndienst vele affiches, ansichtkaarten, menukaarten en ander reclamemateriaal.
Hij was ook lid van de Belgische kunstenaarsvereniging Les Hydrophiles.
In 1994 werd een grote overzichtstentoonstelling gehouden van zijn werk, die te zien was in Museum Vleeshuis in Antwerpen en het Katwijks Museum in Katwijk, en waarvan een catalogus verscheen.

## Galerij

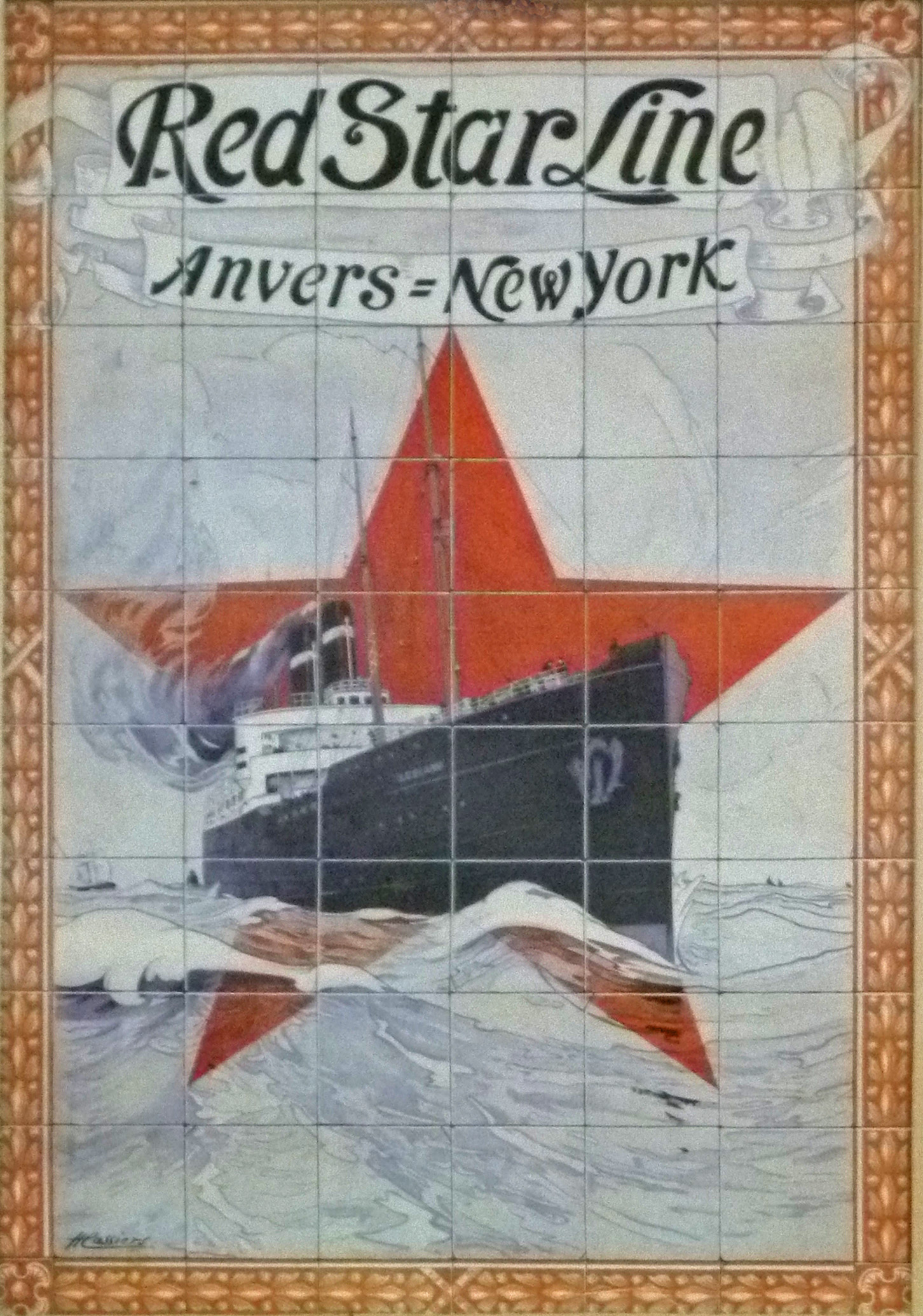
Poster voor de Red Star Line
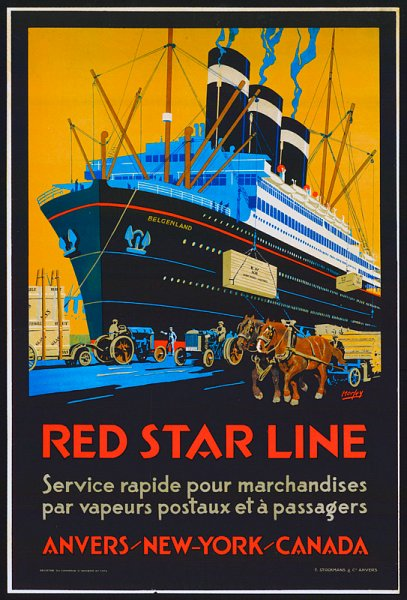
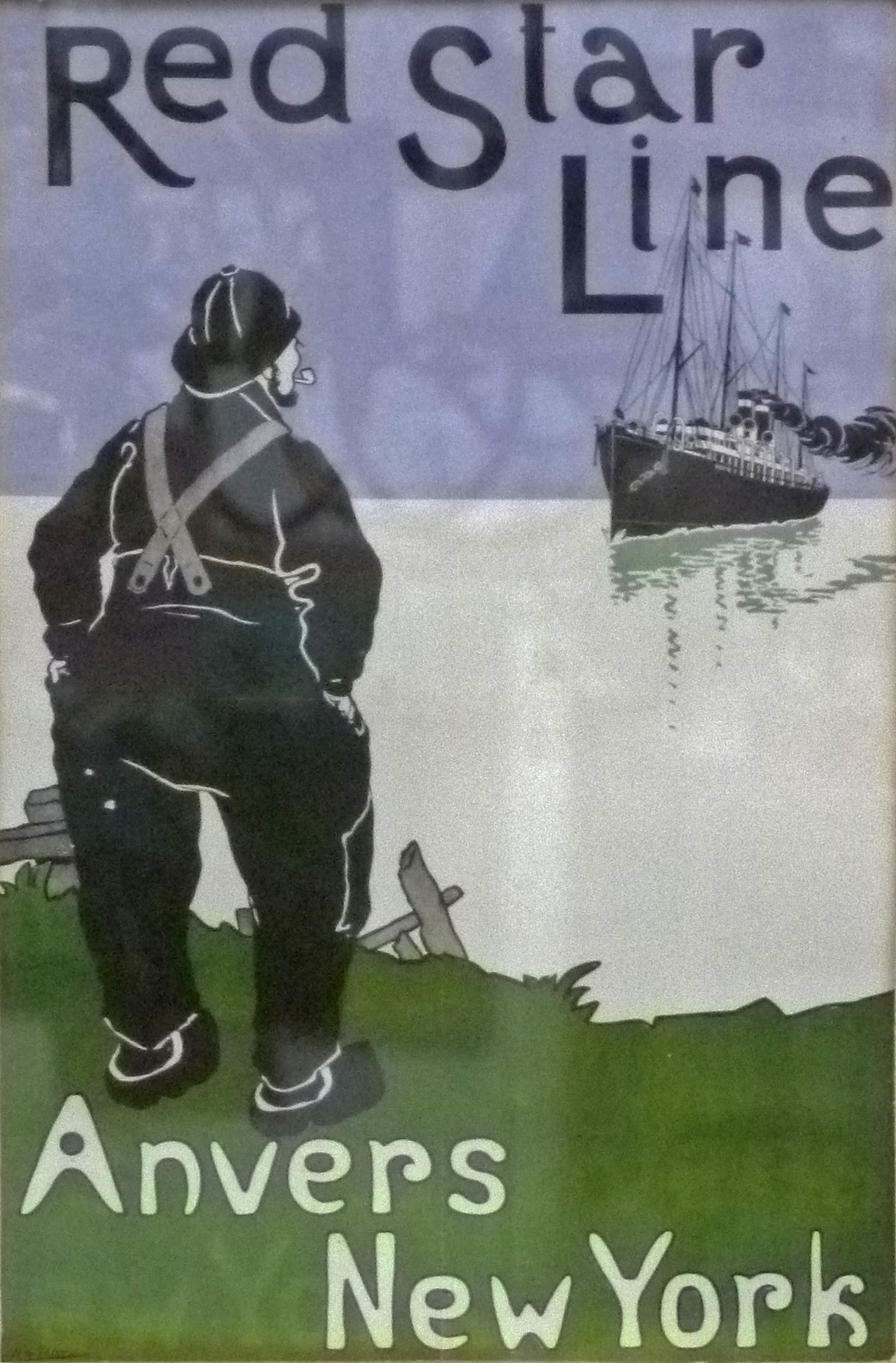
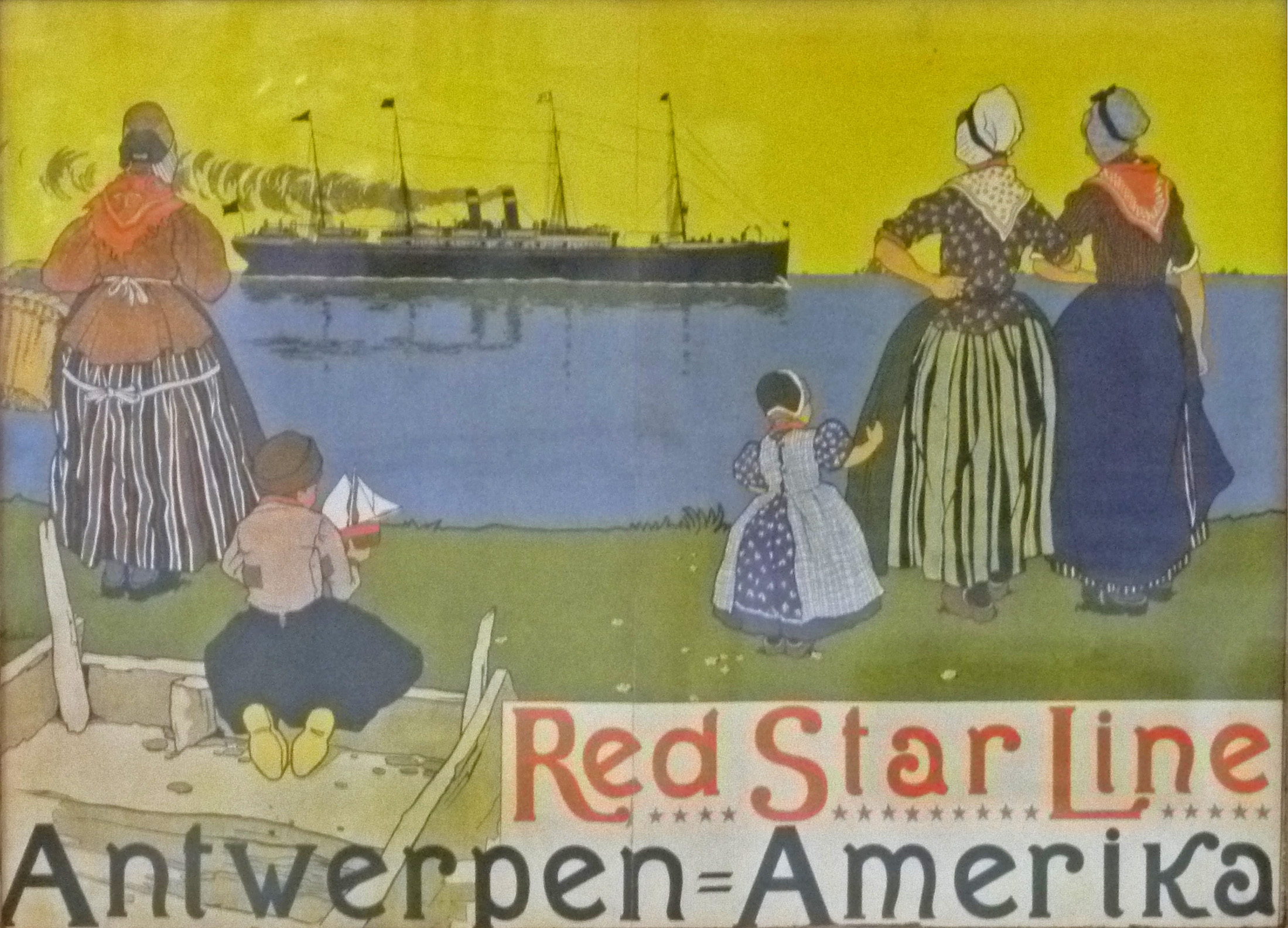

- Bibliothèque nationale de France: cb12451788k (data)
- Gemeinsame Normdatei: 133223442
- International Standard Name Identifier: 0000 0000 6648 5427
- Library of Congress Control Number: n85049274
- Nationale Bibliotheek van Tsjechië: xx0096159
- Nederlandse Thesaurus van Auteursnamen: 119471337
- Réseau des bibliothèques de Suisse occidentale: 02-A003082280
- RKD-Nederlands Instituut voor Kunstgeschiedenis: 15786
- Système universitaire de documentation: 033674426
- Union List of Artist Names: 500009492
- Virtual International Authority File: 12403240
- WorldCat: E39PBJhhwcptHW47tvPVTXpdcP